# Campeonato Mundial de Ciclismo en Pista de 2013
El CX Campeonato Mundial de Ciclismo en Pista se celebró en Minsk (Bielorrusia) entre el 20 y el 24 de febrero de 2013 bajo la organización de la Unión Ciclista Internacional (UCI) y la Federación Bielorrusa de Ciclismo.
Las competiciones se realizaron en el velódromo de la Minsk Arena. Fueron disputadas 19 pruebas, 10 masculinas y 9 femeninas.

## Medallistas

### Masculino
| Evento                          | Oro                                                                                  | Plata                                                                          | Bronce                                                                                         |
| ------------------------------- | ------------------------------------------------------------------------------------ | ------------------------------------------------------------------------------ | ---------------------------------------------------------------------------------------------- |
| Velocidad individual (24.02)    | Stefan Bötticher · Alemania                                                          | Denis Dmitriyev · Rusia                                                        | François Pervis Francia                                                                        |
| Velocidad por equipos (21.02)   | Alemania · René Enders · Stefan Bötticher · Maximilian Levy · 43,495                 | Nueva Zelanda Ethan Mitchell Sam Webster Edward Dawkins 43,544                 | Francia Julien Palma François Pervis Michaël D'Almeida 43,798                                  |
| Persecución individual (21.02)  | Michael Hepburn Australia 4:16,733                                                   | Martyn Irvine Irlanda 4:24,528                                                 | Stefan Küng · Suiza · 4:22,841                                                                 |
| Persecución por equipos (20.02) | Australia Glenn O'Shea Alexander Edmondson Michael Hepburn Alexander Morgan 3:56,751 | Reino Unido Steven Burke Edward Clancy Samuel Harrison Andrew Tennant 4:00,967 | Dinamarca Lasse Norman Hansen Casper von Folsach Mathias Møller Nielsen Rasmus Quaade 3:59,821 |
| 1 km contrarreloj (20.02)       | François Pervis Francia 1:00,221                                                     | Simon van Velthooven Nueva Zelanda 1:00,869                                    | Joachim Eilers · Alemania · 1:01,450                                                           |
| Carrera por puntos (22.02)      | Simon Yates Reino Unido 35 pts.                                                      | Eloy Teruel Rovira · España · 34 pts.                                          | Kiril Sveshnikov · Rusia · 30 pts.                                                             |
| Scratch (21.02)                 | Martyn Irvine Irlanda                                                                | Andreas Müller · Austria                                                       | Luke Davison Australia                                                                         |
| Keirin (22.02)                  | Jason Kenny Reino Unido                                                              | Maximilian Levy · Alemania                                                     | Matthijs Büchli · Países Bajos                                                                 |
| Madison (24.02)                 | Vivien Brisse Morgan Kneisky Francia 18 pts.                                         | David Muntaner Juaneda · Albert Torres Barceló · España · 15 pts.              | Henning Bommel · Theo Reinhardt · Alemania · 13 pts.                                           |
| Ómnium (23.02)                  | Aaron Gate Nueva Zelanda 18 pts.                                                     | Lasse Norman Hansen Dinamarca 21 pts.                                          | Glenn O'Shea Australia 22 pts.                                                                 |

### Femenino
| Evento                          | Oro                                                      | Plata                                                                           | Bronce                                                               |
| ------------------------------- | -------------------------------------------------------- | ------------------------------------------------------------------------------- | -------------------------------------------------------------------- |
| Velocidad individual (23.02)    | Rebecca James Reino Unido                                | Kristina Vogel · Alemania                                                       | Lee Wai Sze Hong Kong                                                |
| Velocidad por equipos (20.02)   | Alemania · Miriam Welte · Kristina Vogel · 33,053        | China Gong Jinjie Guo Shuang 33,083                                             | Reino Unido Victoria Williamson Rebecca James 33,893                 |
| Persecución individual (20.02)  | Sarah Hammer Estados Unidos 3:32,050                     | Amy Cure Australia 3:40,685                                                     | Annette Edmondson Australia 3:36,830                                 |
| Persecución por equipos (21.02) | Reino Unido Laura Trott Dani King Elinor Barker 3:18,140 | Australia Annette Edmondson Amy Cure Melissa Hoskins Ashlee Ankudinoff 3:19,913 | Canadá · Gillian Carleton · Jasmin Glaesser · Laura Brown · 3:20,704 |
| 500 m contrarreloj (21.02)      | Lee Wai Sze Hong Kong 33,973                             | Miriam Welte · Alemania · 33,996                                                | Rebecca James Reino Unido 34,133                                     |
| Carrera por puntos (23.02)      | Jarmila Machačová · República Checa · 30 pts.            | Sofía Arreola Navarro · México · 29 pts.                                        | Giorgia Bronzini · Italia · 22 pts.                                  |
| Scratch (22.02)                 | Katarzyna Pawłowska · Polonia                            | Sofía Arreola Navarro · México                                                  | Yevgueniya Romaniuta · Rusia                                         |
| Keirin (24.02)                  | Rebecca James Reino Unido                                | Gong Jinjie China                                                               | Lisandra Guerra Rodríguez · Cuba                                     |
| Ómnium (24.02)                  | Sarah Hammer Estados Unidos 20 pts.                      | Laura Trott Reino Unido 24 pts.                                                 | Annette Edmondson Australia 26 pts.                                  |

## Medallero
| Núm. | País            | Oro | Plata | Bronce | Total |
| ---- | --------------- | --- | ----- | ------ | ----- |
| 1    | Reino Unido     | 5   | 2     | 2      | 9     |
| 2    | Alemania        | 3   | 3     | 2      | 8     |
| 3    | Australia       | 2   | 2     | 4      | 8     |
| 4    | Francia         | 2   | 0     | 2      | 4     |
| 5    | Estados Unidos  | 2   | 0     | 0      | 2     |
| 6    | Nueva Zelanda   | 1   | 2     | 0      | 3     |
| 7    | Irlanda         | 1   | 1     | 0      | 2     |
| 8    | Hong Kong       | 1   | 0     | 1      | 2     |
| 9    | República Checa | 1   | 0     | 0      | 1     |
| 9    | Polonia         | 1   | 0     | 0      | 1     |
| 11   | China           | 0   | 2     | 0      | 2     |
| 11   | España          | 0   | 2     | 0      | 2     |
| 11   | México          | 0   | 2     | 0      | 2     |
| 14   | Rusia           | 0   | 1     | 2      | 3     |
| 15   | Dinamarca       | 0   | 1     | 1      | 2     |
| 16   | Austria         | 0   | 1     | 0      | 1     |
| 17   | Canadá          | 0   | 0     | 1      | 1     |
| 17   | Cuba            | 0   | 0     | 1      | 1     |
| 17   | Italia          | 0   | 0     | 1      | 1     |
| 17   | Países Bajos    | 0   | 0     | 1      | 1     |
| 17   | Suiza           | 0   | 0     | 1      | 1     |
|      | TOTAL           | 19  | 19    | 19     | 57    |